# Ідальго (Іллінойс)
Ідальго (англ. Hidalgo) — селище (англ. village) в США, в окрузі Джеспер штату Іллінойс. Населення — 111 особа (2020).

## Географія
Гідальго розташоване за координатами 39°9′21″ пн. ш. 88°8′57″ зх. д. / 39.15583° пн. ш. 88.14917° зх. д. (39.155917, -88.149096).  За даними Бюро перепису населення США в 2010 році селище мало площу 0,89 км², уся площа — суходіл.

## Демографія
Згідно з переписом 2010 року, у селищі мешкало 106 осіб у 44 домогосподарствах у складі 31 родини. Густота населення становила 119 осіб/км².  Було 51 помешкання (57/км²).
Расовий склад населення:
| - 99,1 % — білих |

До двох чи більше рас належало 0,9 %. Частка іспаномовних становила 0,0 % від усіх жителів.
За віковим діапазоном населення розподілялося таким чином: 28,3 % — особи молодші 18 років, 56,6 % — особи у віці 18—64 років, 15,1 % — особи у віці 65 років та старші. Медіана віку мешканця становила 40,3 року. На 100 осіб жіночої статі у селищі припадало 112,0 чоловіків;  на 100 жінок у віці від 18 років та старших — 111,1 чоловіків також старших 18 років.
Середній дохід на одне домашнє господарство  становив 60 400 доларів США (медіана — 56 071), а середній дохід на одну сім'ю — 76 104 долари (медіана — 70 000). За межею бідності перебувало 6,5 % осіб, у тому числі 14,3 % дітей у віці до 18 років та 0,0 % осіб у віці 65 років та старших.
Цивільне працевлаштоване населення становило 56 осіб. Основні галузі зайнятості: роздрібна торгівля — 26,8 %, виробництво — 25,0 %, транспорт — 10,7 %, мистецтво, розваги та відпочинок — 10,7 %.